# BB 27300
,,
Les BB 27300 sont des locomotives électriques de la gamme Prima. Directement dérivées des BB 27000 affectées au fret, elles en sont la version adaptée à la circulation avec voyageurs sur le réseau Transilien avec arrêts et démarrages fréquents. De 2006 à 2023, elles circulent sur le réseau Paris-Montparnasse (ligne N) et depuis 2007 sur les groupes IV, V et VI du réseau Paris-Saint-Lazare (ligne J), en tête de rames composées de voitures de banlieue à deux niveaux (VB 2N) rénovées. Leur carrière est directement liée à l'utilisation des rames VB 2N, rénovées au début des années 2000 et dont la réforme progressive est prévue avant 2027.

## Historique
La modernisation des voitures de banlieue à deux niveaux engagée en septembre 2002 (et achevée seulement à l'été 2007) amène la SNCF à réfléchir sur les engins de traction destinés à tracter et pousser ces voitures en réversibilité. Le parc vieillissant constitué par cent-cinquante machines de type BB 8500, BB 16500, BB 17000 et BB 25500, livrées de 1965 à 1970 et jusque-là affectées à cette tâche, cumule plusieurs défauts qui poussent l'exploitant à les retirer progressivement du service de banlieue : une puissance trop limitée pour assurer de bonnes performances en accélération et en capacité de freinage pour ce service, une maintenance coûteuse, un confort et une ergonomie devenus inadaptés pour le poste de conduite comparativement aux autres engins modernes, et surtout des problèmes croissants de pannes, qui déclenchent des demandes de secours en ligne de plus en plus nombreuses avec tout l'impact sur l'exploitation que ces situations provoquent. Une rénovation est un temps envisagée ; mais son coût élevé, comparativement à l'âge de ces engins et à leur potentiel kilométrique fait renoncer à ce projet, le parc ne pouvant être prolongé plus d'une dizaine d'années supplémentaires, potentiel bien inférieur à celui des rames de voitures de banlieue à deux niveaux dont l'amortissement n'est alors pas prévu avant quinze à vingt ans.
Cette situation amène l'entreprise à commander une version directement dérivée des BB 27000, locomotives de type Prima commandées par ailleurs pour l'activité fret (BB 27000). L'affectation de ces nouvelles machines à l'activité Transilien impose en revanche plusieurs adaptations, dont un transformateur plus puissant afin d'assurer le chauffage et la climatisation des voitures, la commande en réversibilité depuis les voitures-pilotes, et l'équipement nécessaire pour assurer un service de banlieue : équipement à agent seul (EAS), système d'information des voyageurs, etc. La longueur relativement importante de ces engins, près de vingt mètres soit cinq mètres de plus qu'une BB 17000, soulève toutefois quelques interrogations quant à leur inscription dans les courbes et les quais courts des réseaux de Paris-Saint-Lazare et Paris-Est. Le nettoyage des pares-brises pose également problème, un unique balai d'essuie-vitre monobras, comme sur les BB 27000, s'avérant insuffisant pour assurer une bonne visibilité du conducteur sur les écrans de contrôle de montée/descente des voyageurs, situés sur certains quais, un second balai fut ajouté sur le dessus du pare-brise, horizontalement et non verticalement comme le premier.

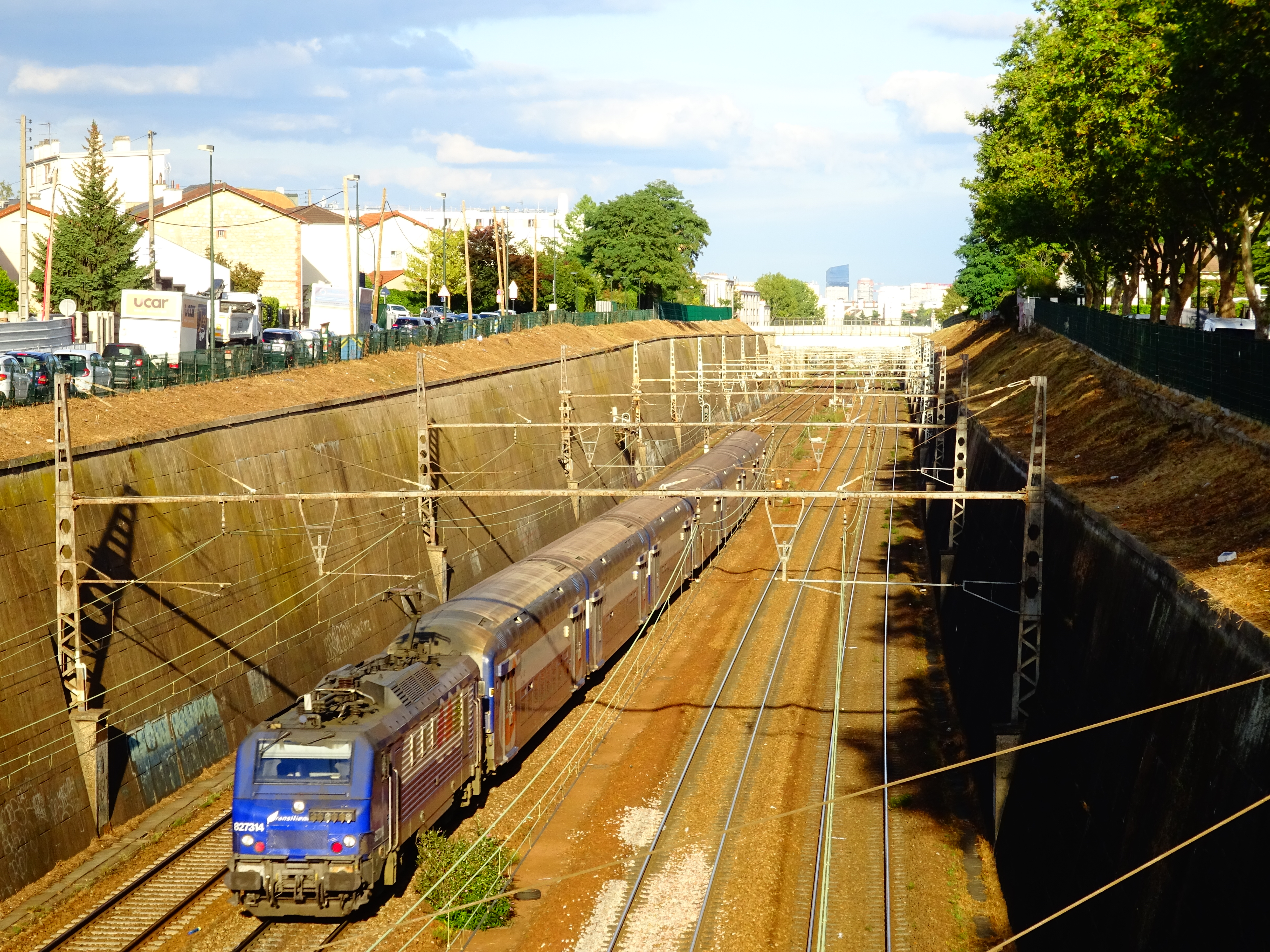
Une BB 27300 en pousse d'un train composé de VB 2N, approchant de la gare de Clamart.

Le 30 janvier 2004, une première commande ferme est passée sous la forme d'un avenant au contrat des 210 engins de type Prima, en cours de livraison pour l'activité Fret, pour soixante exemplaires et un montant de 192 millions d'euros, soit un coût supérieur de 20 à 30 % à celui d'un parc équivalent de BB 27000, en raison des adaptations techniques nécessaires pour circuler en banlieue parisienne avec des voyageurs, en particulier pour assurer la plus grande fiabilité possible du matériel, le chauffage et le service. La BB 27301 est présentée le 20 mars 2006 en gare de Paris-Montparnasse : cette présentation constitue un évènement, la dernière présentation d'une locomotive affectée au service des trains d'Île-de-France remontant à 1965 avec la série des BB 17000.
La première locomotive sort d'usine en juin 2005 et entame des essais sur le circuit d'essais de Siemens à Wildenrath en Allemagne, avant de les poursuivre sur le réseau ferré national français à partir de novembre 2005. La campagne de la BB 27301 se déroule pour l'essentiel dans le Sud-Ouest, où l'engin de traction est poussé à sa vitesse maximale + 10 %, soit 154 km/h en tête d'une rame de VB 2N rénovées. Elle est rapidement rejointe par la BB 27302. Durant l'été 2006, les machines poursuivent leurs essais sur la ligne de Dole à Vallorbe, dans le sillage des BB 27000 et BB 37000 testées sur le même parcours. Cette ligne, qui présente de fortes rampes, compte en effet deux sections électrifiées en 1 500 volts continu et en 25 kV alternatif, permettant de tester les capacités de traction/freinage sous les deux types d'électrification. Le poids-frein pour les essais des BB 27300 est constitué d'une douzaine de fourgons Dd4s.
En septembre 2006, la série reçoit son autorisation d'exploitation commerciale par l'Établissement public de sécurité ferroviaire (EPSF). De juin 2006 à mai 2007, l'établissement de maintenance et de traction (EMT) de Montrouge reçoit ses vingt-quatre premières locomotives avec trois mois de retard sur les estimations initiales. Le 10 janvier 2007, cinq nouvelles locomotives sont commandées, et le 8 avril 2009, ce sont encore deux engins qui sont ajoutés, ce qui amène le parc à un total de soixante-sept exemplaires. Le nombre de quatre-vingt-deux exemplaires, prévu à l'origine pour doter l'ensemble du parc de VB 2N n'est pas atteint, car le marché étant clos, cela aurait imposé un nouvel appel d'offres.

## Mise en service
Les BB 27300 sont entrées en service le 2 octobre 2006 sur le réseau Transilien Paris-Montparnasse, en tête de rames constituées de sept caisses de VB 2N rénovées sur la liaison de Paris à Dreux. Elles sont ensuite engagées sur l'ensemble des relations assurées depuis Paris-Montparnasse hormis les courtes missions vers Sèvres-Rive-Gauche, en remplacement des anciennes BB 8500 et des BB 25500. Les locomotives sont déployées, dans l'ordre, depuis Paris-Montparnasse avec vingt-quatre machines pour les relations Paris - Dreux, Paris - Mantes-la-Jolie via Plaisir - Grignon et Paris - Rambouillet.
À partir de mai 2007, l'EMT d'Achères reçoit à son tour ses premières BB 27300, qui remplacent une partie du parc de BB 17000. Depuis Paris-Saint-Lazare, quarante-trois machines sont engagées à partir du 10 juin 2007, en tête de voitures de banlieue à deux niveaux, pour assurer les relations Paris - Mantes-la-Jolie par Poissy, Paris - Mante-la-Jolie par Conflans-Sainte-Honorine, Paris - Pontoise - Gisors et Paris - Ermont - Eaubonne. Sur les dessertes depuis Paris-Saint-Lazare, ces machines plus longues de 4,5 mètres ont entrainé la suppression d'une voiture, du fait de la longueur insuffisante des quais, les rames étant ramenées de sept à six voitures. Les rames de VB 2N ainsi constituées ont été marquées d'une bande horizontale jaune sur chaque extrémité afin d'être facilement reconnaissables pendant la période transitoire.
Les locomotives ont été livrées selon le calendrier suivant : 12 en 2006, 25 en 2007, 23 en 2008, 5 en 2009 et 2 en 2010. La dernière livraison a lieu le 2 septembre 2010 avec la BB 27367, qui est également la dernière locomotive électrique livrée à la SNCF. Plus aucune locomotive n'ayant été commandée depuis par l'entreprise, qui possède un parc pléthorique pour les besoins du fret et privilégie dorénavant les automotrices pour le service des voyageurs, cette date pourrait s'inscrire dans la durée. Au printemps 2011, toutes les machines sont en exploitation commerciale. Les BB 8500, BB 17000 et BB 25500 qui effectuaient ce service ont été pour certaines réformées, et pour les autres, mutées en province pour remplacer des séries encore plus anciennes, telles que les BB 16500 et les BB 8500 dites « petites cabines ».

## Caractéristiques techniques

### Caractéristiques générales des BB 27000

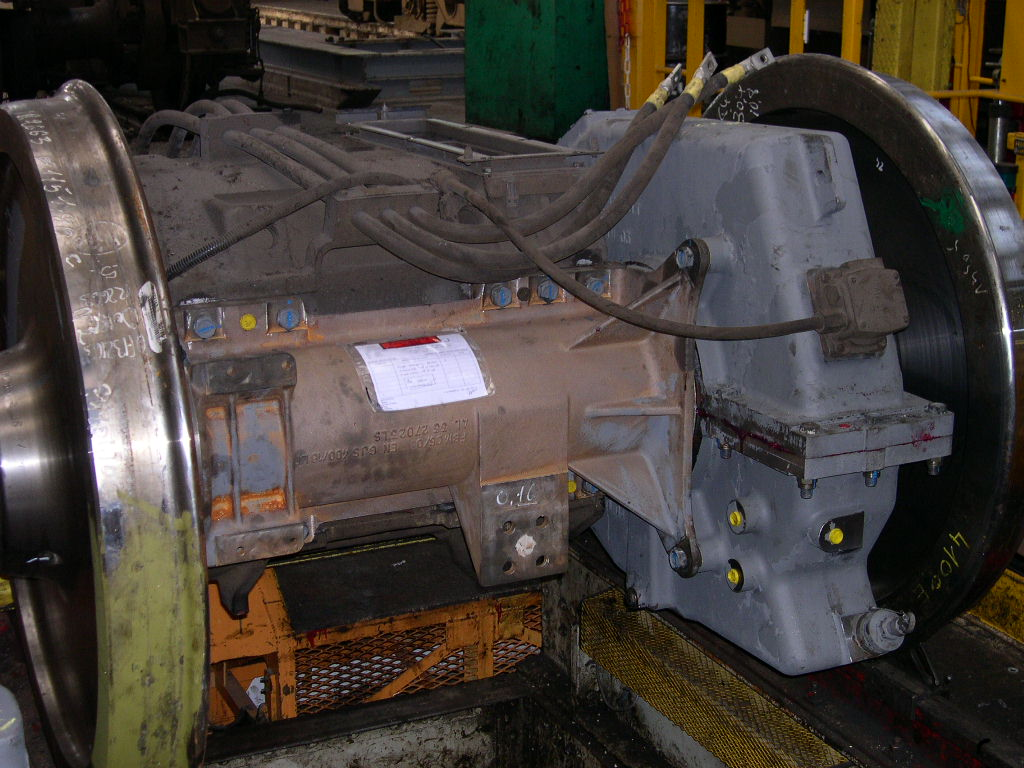
Moteur asynchrone 6 FRA 4567.

Les BB 27000 sont issues de la famille Prima d'Alstom, avec les BB 27300 et BB 37000. Cette série affectée au fret développe une puissance de 4200 kW pour une masse de 89 tonnes, et peut circuler à la vitesse maximale de 140 km/h. L'esthétique des engins est fondée sur la caisse standard très sobre et fonctionnelle des locomotives Prima, dessinée par MBD Design. Elle est composée d'une structure autoportante en acier, constituée de deux brancards entrecroisés de multiples traverses.
La face avant, également en acier et non en polyester contrairement à la plupart des autres motrices depuis les années 1970, est dotée d'une vaste et unique vitre frontale avec balai d'essuie-vitre unique monobras, en raison de la position centrale du pupitre de conduite. Cette position impose la présence de rétroviseurs extérieurs, indispensables pour l'observation des signaux en manœuvre ou refoulement. Entre les fanaux et les feux rouges, est disposée la grille du radiateur de climatisation des cabines de conduite. Elles sont les premières locomotives en France à disposer d'un poste de conduite central.
La plupart des commandes se font via deux consoles informatique à écrans tactiles : sélection et montée des pantographes, inverseur, compresseur... ainsi que les contrôles des paramètres de la locomotive (niveau d'air du frein, de la conduite principale, des cylindres de frein, de la tension ligne...). Deux rétroviseurs extérieurs rétractables permettent de surveiller le train en marche. L'accès à la cabine de conduite se fait par deux portes latérales ; en outre, une large porte de maintenance sur un seul côté permet de déposer et de faire transiter tout élément électronique pas trop volumineux du compartiment appareillages.
Ce sont des locomotives bicourant 1,5 kV continu et 25 kV 50 Hz. Deux pantographes se chargent de capter le courant à la caténaire :
- un pantographe continu (SX 002 BB) pour le captage du 1,5 kV continu ;
- un pantographe monophasé (SX 001 BU) pour le captage du 25 kV 50 Hz.

Elles fonctionnent avec quatre moteurs asynchrones 6 FRA 4567 à cage d'écureuil et ventilation forcée. Les moteurs, suspendus par le nez, reposent sur l'essieu de la locomotive via un canon-box. Cette disposition convient parfaitement pour des vitesses jusqu’à 140 km/h.

### Caractéristiques spécifiques aux BB 27300

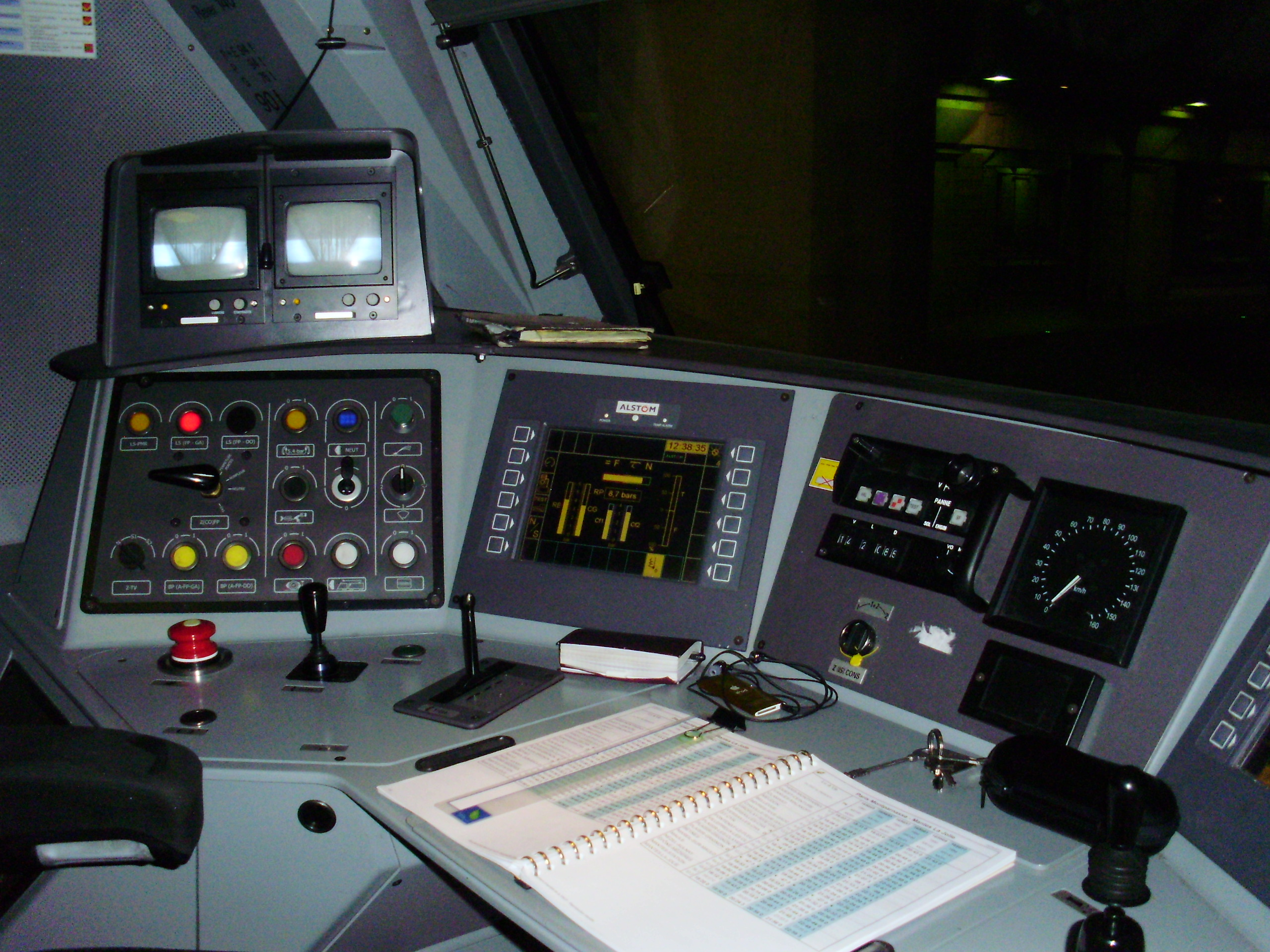
Poste de conduite d'une BB 27300 - Vue à gauche du siège du conducteur. On aperçoit la commande du ronfleur (fermeture des portes des voitures) ainsi, au-dessus, que les écrans de contrôle des caméras de quais constituant l'équipement à agent seul (EAS).

Disposant d'une puissance de 4200 kW, supérieure de 50 % environ aux séries qu'elles remplacent, les BB 27300 attelées à des VB 2N ont une capacité de traction/freinage légèrement inférieure aux séries modernes d'automotrices de type Z 2N, ce qui leur permet de rattraper sans difficulté de petits retards de 2 à 3 minutes.
L'aspect extérieur des BB 27300 ne diffère des BB 27000 pour l'essentiel que par la livrée Transilien et la présence de câblots sur les faces avant permettant de les relier aux voitures. L'essentiel des différences n'est par conséquent pas visible au premier abord : elles concernent les adaptations nécessaires à l'exploitation sur le réseau Transilien, caractérisée par un usage à arrêts fréquents, avec une fiabilité et une disponibilité élevées nécessaires. Ces besoins ont demandé des modifications sur les circuits électroniques de puissance, de contrôle et de commande, les circuits de production d'air ainsi que l'installation des systèmes d'exploitation adaptés à leur utilisation,.
Les différences techniques par rapport aux engins utilisés pour le fret portent sur les équipements liés à la circulation en trafic voyageurs. Elles ont nécessité les installations suivantes, :
- une ligne de chauffage de train 1500 V pour alimenter les convertisseurs statiques (CVS) des voitures composant la rame, ce qui implique un enroulement supplémentaire sur le transformateur principal, un contacteur de chauffage et deux câblots d'alimentation sur les traverses de tamponnement ;
- l'augmentation de la capacité des compresseurs, avec ajout d'un second groupe de production d'air comprimé de 2 000 l/min, nécessaires à la consommation plus élevée due aux servitudes pneumatiques : suspension, ouverture et fermeture des portes... Cette modification a entraîné la création de trois panneaux sur une des faces latérales, dont deux filtres d'aspiration pour les compresseurs et un filtre pour le refoulement de l'air du compartiment moteur ;
- l'implantation de six prises sur les faces frontales pour les câblots de liaison avec les rames remorquées ou poussées en réversibilité.

En outre, la circulation sur le réseau Transilien a imposé quelques adaptations supplémentaires, :
- des capteurs sur les bogies pour le contrôle de vitesse par balises permissif (KVB-P) déployé en Île-de-France ;
- l'équipement à agent seul (EAS), soit l'installation en cabine d'écrans de contrôle pour les caméras de quais, permettant la surveillance des montées/descentes de la rame dans les gares, et le doublement des balais d'essuie-vitres, afin d'observer dans de bonnes conditions les écrans parfois directement situés sur les quais ;
- une commande de fermeture des portes après action du ronfleur (signal sonore), et une assistance au choix du côté d'ouverture ;
- l'équipement pour le système d'annonces visuelles et sonores d'information des voyageurs (SIVE), soit un écran supplémentaire spécifique et sa console en cabine, et l'augmentation de capacité de la batterie pour faire face à ce besoin ainsi qu'aux interfaces rames ;
- application du système d'alarme par interphonie (SAI), permettant au conducteur de dialoguer avec le voyageur qui a déclenché le signal dans une voiture ;
- enfin la prédisposition de la commande pour le futur dispositif d'aide aux personnes à mobilité réduite (PMR).

L'intensité du service a amené la SNCF à apporter ces autres modifications, :
- un nouveau disjoncteur monophasé mieux adapté au trafic banlieue ;
- le doublement d'une partie des relais, pour assurer la meilleure fiabilité possible en rapport avec la difficulté du service ;
- le montage d'un anti-enrayeur pneumatique afin de renforcer la capacité de freinage, et d'un crochet d'attelage renforcé.

Les liaisons d'unité-multiple, inutiles sur ces machines pour le service de banlieue, ont en revanche été déposées.

## Carrière et perspectives d'utilisation
Les BB 27300 (et les VB 2N rénovées auxquelles elles sont strictement associées en service commercial) remplacent les BB 17000 (Saint-Lazare) et 25500/8500 (Montparnasse) et connaissent peu d'évolutions durant leur carrière.
À compter de la fin des années 2010, l'avenir s'assombrit pour ces machines spécialisées. La réforme des VB 2N était normalement prévue entre 2020 et 2024, période à l'issue de laquelle elles seront remplacées par de nouvelles automotrices Regio 2N sur la ligne N du Transilien, par des Z 50000 sur la ligne J et des RER NG sur le prolongement du RER E de Paris à Mantes-la-Jolie par Poissy,,. Cependant, les retards de réalisation du prolongement du RER E à Mantes-la-Jolie reportent l'échéance de leur retrait total du service de banlieue à un horizon incertain.
Si leur utilisation reste identique au cours de leur courte carrière, il convient de noter que leur présence en tête des VB 2N n'est pas exclusive avant 2020 sur le réseau de Paris-Saint-Lazare. Elles partagent leur service avec les BB 17000, jusqu'au remplacement d'un premier lot de VB 2N par des rames Z 50000 à partir de 2017. Sur la banlieue de Paris-Montparnasse, elles cohabitent tout d'abord avec les Z 5300, puis avec les BB 7600 sur Paris-Rambouillet. L'introduction des Z 57000 fin 2020 et la livraison continue des Z 50000 commence alors à réduire leurs prestations, notamment sur Paris-Dreux. Les rames qu'elles forment avec les VB2N circulent pour la dernière fois sur le réseau Montparnasse le 20 octobre 2022.
Dernières locomotives électriques de la banlieue parisienne après la réforme des dernières BB 17000 début 2020, de conserve avec les BB 7600 de la banlieue de Paris-Montparnasse, elles devraient donc s'effacer à mesure du retrait des rames de VB 2N. 
Ces locomotives pourraient alors être réformées, vendues ou transformées puis louées aux opérateurs de fret ferroviaire,. Douze d'entre elles sont mises en vente aux enchères en 2022,. Elles sont effectivement vendues à un loueur de locomotives du Royaume-Uni, Beacon Rail (en), en décembre 2022.
Pour combler une pénurie de matériel roulant, trois[Information douteuse] locomotives avec leurs voitures VB 2N sont utilisées dès 2022 sur le TER Grand Est.
fin avril 2025, douze locomotives (BB 27310, 27326, 27328, 27329, 27332, 27333, 27334, 27335, 27336, 27337, 27338, 27339) sont mis en vente sur le site de vente des collectivités "Agora Store"

## Dépôts titulaires
Répartition des 55 locomotives au 1er juillet 2023
| STF | Désignation                                   | Ville                                 | Nombre de machines |
| --- | --------------------------------------------- | ------------------------------------- | ------------------ |
| SLJ | STF Transilien lignes J et L                  | Achères                               | 42 machines        |
| SNU | STF Transilien lignes N et U + Paris-Chartres | Montrouge                             | 1 machine          |
| SLI | STF Infrarail                                 | Chalindrey - Villeneuve-Saint-Georges | 12 machines        |

## Galerie de photographies

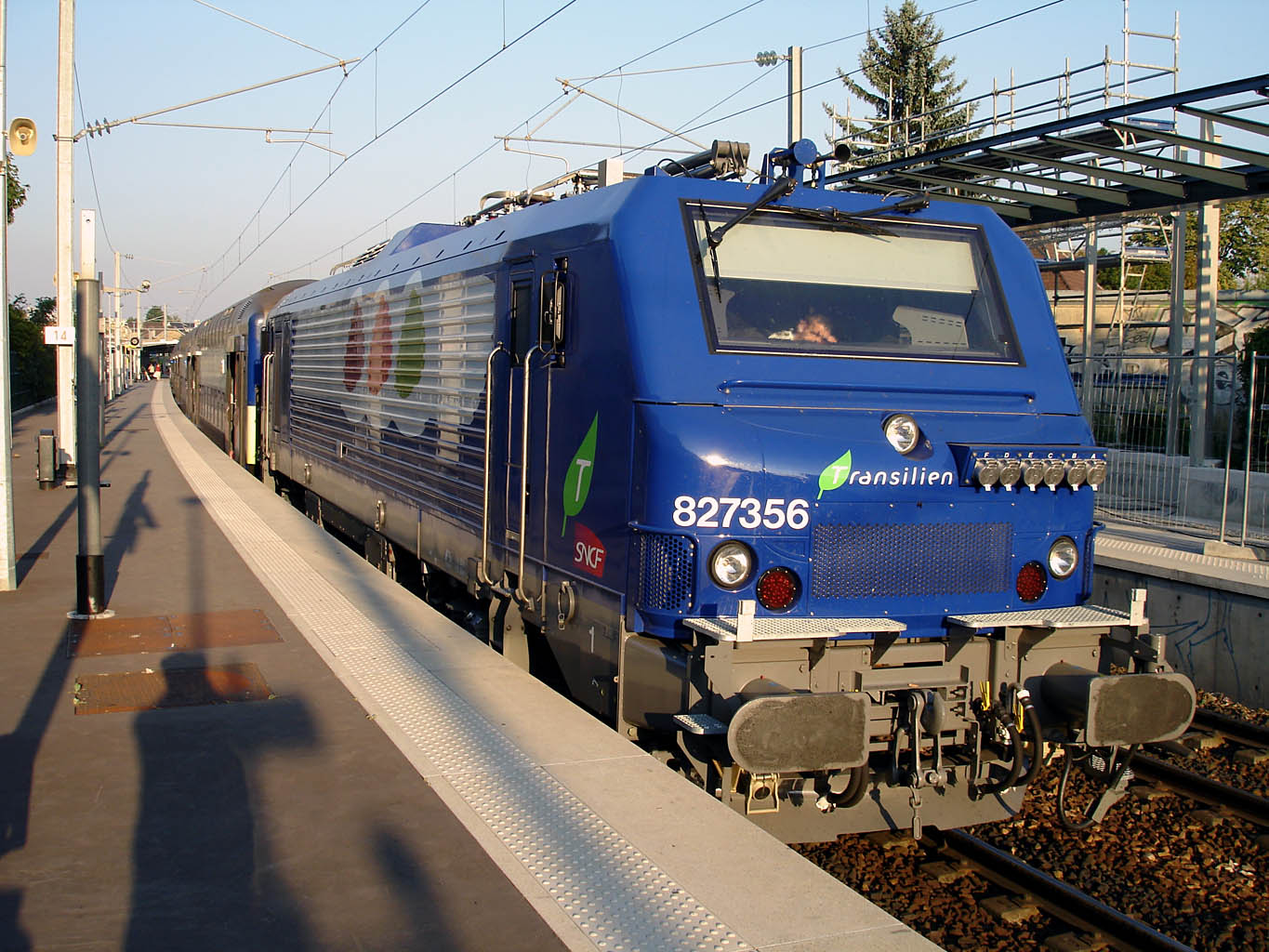
BB 27356 avec rame VB 2N en gare d'Ermont - Eaubonne.
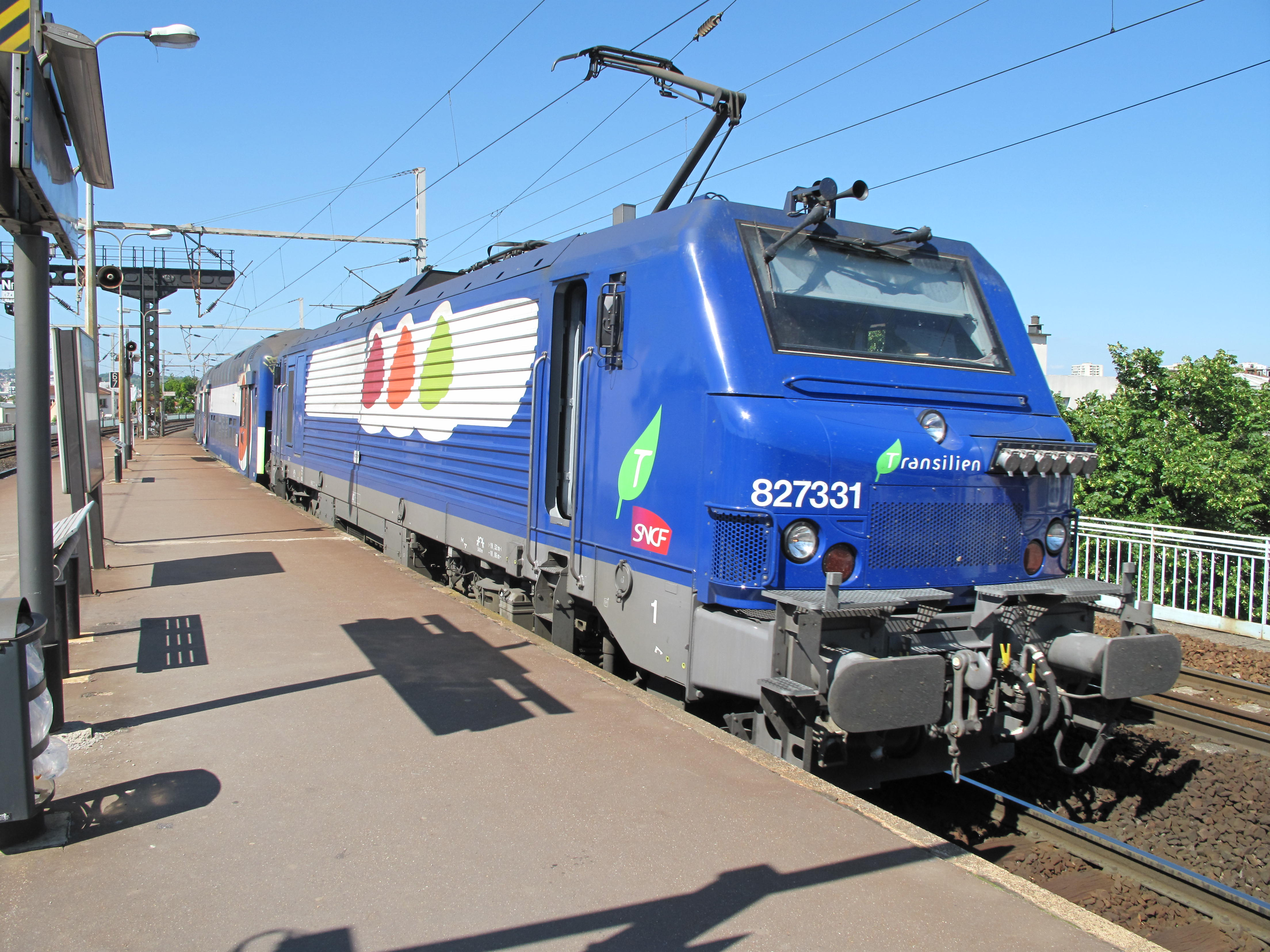
BB 27331 tractant une rame VB 2N en gare de Colombes, sur un train du groupe IV.
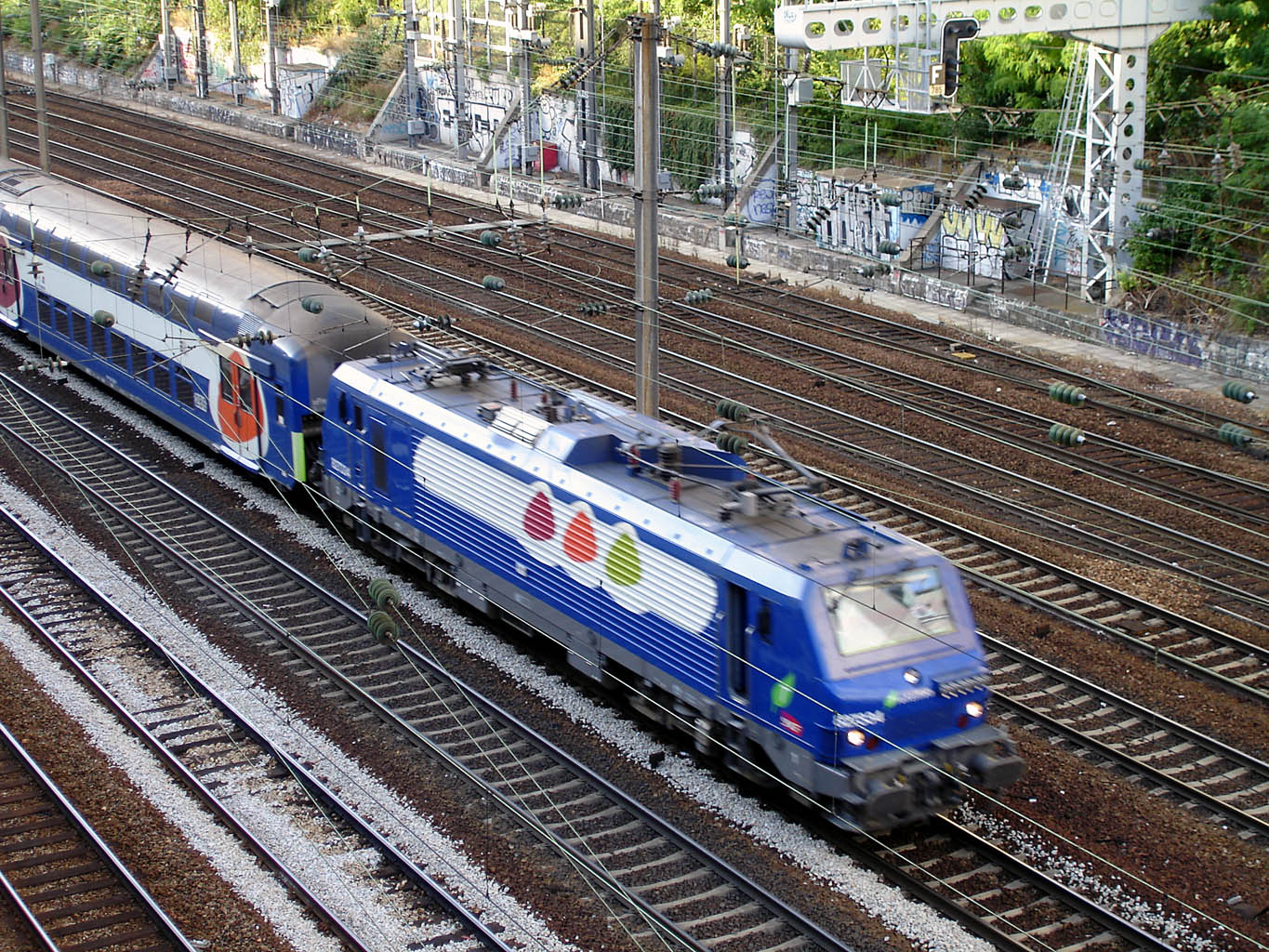
BB 27300 tractant une rame VB 2N Transilien Saint-Lazare dans la tranchée des Batignolles.
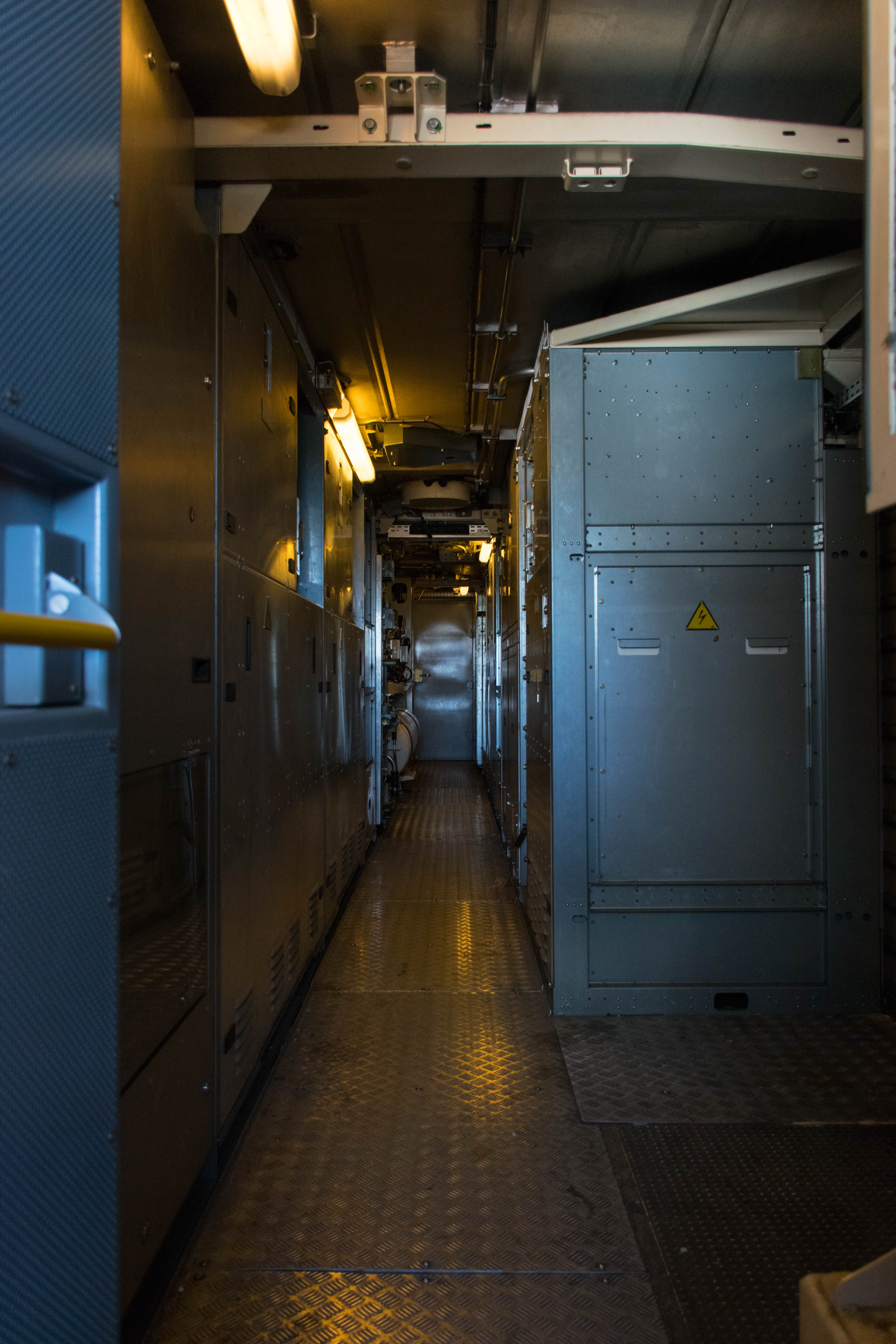
Coursive d'une BB 27300.

## Modélisme
Les BB 27300 ont été représentées en modélisme en H0 par la marque Mehano[réf. nécessaire].